# Frédéric Beauchemin
Pour les articles homonymes, voir Beauchemin.
Frédéric Beauchemin est un financier et homme politique québécois.
Il est élu député à l'Assemblée nationale du Québec de la circonscription de Marguerite-Bourgeoys lors des élections générales québécoises de 2022 sous la bannière du Parti libéral du Québec.

## Biographie

### Études
Frédéric Beauchemin fait ses études postsecondaires au Collège Jean de Brébeuf, où il obtient un DEC en sciences pures (1984). Plus tard, il complète un baccalauréat en finance de HEC Montréal en 1987, puis un MBA de l'Université McGill en 1994.

### Carrière professionnelle
Il commence sa carrière professionnelle dans le milieu bancaire. En 1996, il est nommé directeur général de la Banque Scotia, poste qu'il occupe jusqu'en 2019. En 2007, il devient responsable des marchés de crédit pour finalement terminer sa carrière professionnelle en tant que responsable des marchés de capitaux de 2010 à 2019.

### Carrière politique
Il est candidat pour le Parti libéral du Canada lors des élections fédérales de 2019 dans Terrebonne. Il est défait par le bloquiste Michel Boudrias.
Le 3 octobre 2022, Frédéric Beauchemin est élu député de Marguerite-Bourgeoys à l'Assemblée nationale du Québec pour le Parti libéral du Québec.
Le 7 octobre 2023, il est exclu du caucus libéral à la suite d'une plainte de harcèlement psychologique de la part de la présidente des jeunes libéraux, Élyse Moisan, il siège comme indépendant du 7 octobre 2023 jusqu'au 15 décembre 2023 où il est réintégré après le retrait des plaintes lors d'un processus de médiation.

## Implication communautaire
Frédéric Beauchemin a notamment été membre de plusieurs conseils d'administration des fondations du Père Sablon, des petits rois, de Marie-Vincent et de l'Institut du cancer de Montréal.

## Résultats électoraux
|                                                                                               | Nom                     | Parti            | Nombre de voix | %      | Maj.  |
| --------------------------------------------------------------------------------------------- | ----------------------- | ---------------- | -------------- | ------ | ----- |
|                                                                                               | Fred Beauchemin         | Libéral          | 12 635         | 44,8 % | 6 102 |
|                                                                                               | Vicky Michaud           | Coalition avenir | 6 533          | 23,2 % | -     |
|                                                                                               | Aleksa Drakul           | Conservateur     | 3 103          | 11 %   | -     |
|                                                                                               | Angélique Soleil Lavoie | Québec solidaire | 2 898          | 10,3 % | -     |
|                                                                                               | Suzanne Tremblay        | Parti québécois  | 1 966          | 7 %    | -     |
|                                                                                               | Keeton Clarke           | Bloc Montréal    | 549            | 1,9 %  | -     |
|                                                                                               | Carole Thériault        | Vert             | 409            | 1,4 %  | -     |
|                                                                                               | Serge Bellemare         | Climat Québec    | 123            | 0,4 %  | -     |
| Total                                                                                         | Total                   | Total            | 28 216         | 100 %  |       |
| Le taux de participation lors de l'élection était de 54,7 % et 382 bulletins ont été rejetés. |                         |                  |                |        |       |

## Dossiers à l'Assemblée nationale
Beauchemin est actuellement :
- vice-président de la commission de l'économie et du travail
- porte-parole de l'opposition officielle en matière d'économie
- porte-parole de l'opposition officielle en matière d'innovation
- porte-parole de l'opposition officielle en matière de finances
- porte-parole de l'opposition officielle pour la région de l'Estrie
- porte-parole de l'opposition officielle pour la région du Saguenay–Lac-Saint-Jean [6]

## Plainte pour harcèlement psychologique
Le 5 octobre 2023, Frédéric Beauchemin et trois membres de son personnel politique sont visés par une plainte pour harcèlement psychologique par la présidente de la Commission jeunesse du Parti libéral du Québec. La victime s'est dite harcelée, intimidée et menacée par les employés de bureau de Beauchemin siégeant sur l'exécutif de la Commission qui auraient tenté d'instrumentaliser la Commission-jeunesse pour promouvoir sa future campagne à la chefferie du parti. Elle critique l'inaction de Beauchemin, député-parrain de la Commission-jeunesse, par rapport à la situation et déclare aussi avoir eu une mauvaise rencontre avec lui. Il fut reporté que le Parti libéral du Québec allait mettre en place un processus de médiation le 14 octobre pour régler la situation. Le 15 novembre 2023, il est réintégré dans le caucus libéral après le retrait des plaintes lors d'un processus de médiation.

## ChatGPT
Le 6 avril 2023, il pose la toute première question entièrement rédigée par l'intelligence artificielle à l'Assemblée nationale. Elle est adressée au ministre de l'Innovation, Pierre Fitzgibbon, et porte sur les impacts et les risques de l'utilisation de cette même intelligence.
« J'aimerais savoir comment le gouvernement du Québec compte accompagner cette transition vers une économie de plus en plus numérique et automatisée, tout en assurant la protection des emplois et la compétitivité de notre province. Pouvez-vous nous indiquer les mesures concrètes que votre ministère prévoit de mettre en place pour encourager l’utilisation de l’intelligence artificielle et les entreprises et les industries, tout en assurant la protection des travailleurs ? Je vous remercie d’avance pour votre réponse. Et en passant, cette question a été entièrement préparée par ChatGPT ».

## Dépôt de projet de loi
En mars 2023, Frédéric Beauchemin dépose le projet de loi 396 : Loi modifiant la Loi sur la réduction de la dette et instituant le Fonds des générations afin d'y prévoir l'atteinte d'une capitalisation de 100 milliards de dollars pour ainsi assurer aux générations un avenir vert et prospère.